# مارینه پطروسیان
مارینه پطروسیان (ارمنی: Մարինե Պետրոսյան؛ زادهٔ ۱۶ اوت ۱۹۶۰) یک شاعر، مقاله‌نویس و ستون‌نویس اهل ارمنستان است.

## شعر
آغاز کار ادبی مارینه پطروسیان با فروپاشی اتحاد جماهیر شوروی مصادف بود. اولین کتاب شعر او در سال ۱۹۹۳ در ایروان منتشر شد؛ درست دو سال پس از این که ارمنستان از شوروی مستقل شده بود.
شعرهای این کتاب را واهه گودل به فرانسوی ترجمه کرد و در سال ۱۹۹۵، انتشارات French Editions Comp’Act این ترجمه را با عنوان J’apporterai des pierres منتشر کرد. دلگرم از موفقیت کتاب (یک نقد مثبت در لوموند‌) و نقدهای مثبت دیگر)، در سال ۲۰۰۳ این انتشارات کتاب شعر دیگری هم از پطروسیان با عنوان Erevan منتشر کرد.